# Zahínos
Zahínos es un municipio español, perteneciente a la provincia de Badajoz (comunidad autónoma de Extremadura). Según el INE (diciembre 2022), su población es 2776 habitantes.

## Situación
Está localizado en el suroeste de la provincia de Badajoz, muy cerca de la frontera de Portugal y del límite de la provincia de Huelva. Limita al norte con Higuera de Vargas, al sur con Oliva de la Frontera, al este con Jerez de los Caballeros y al oeste con Villanueva del Fresno. Pertenece a la comarca de Sierra Suroeste y al Partido judicial de Jerez de los Caballeros.

## Geografía

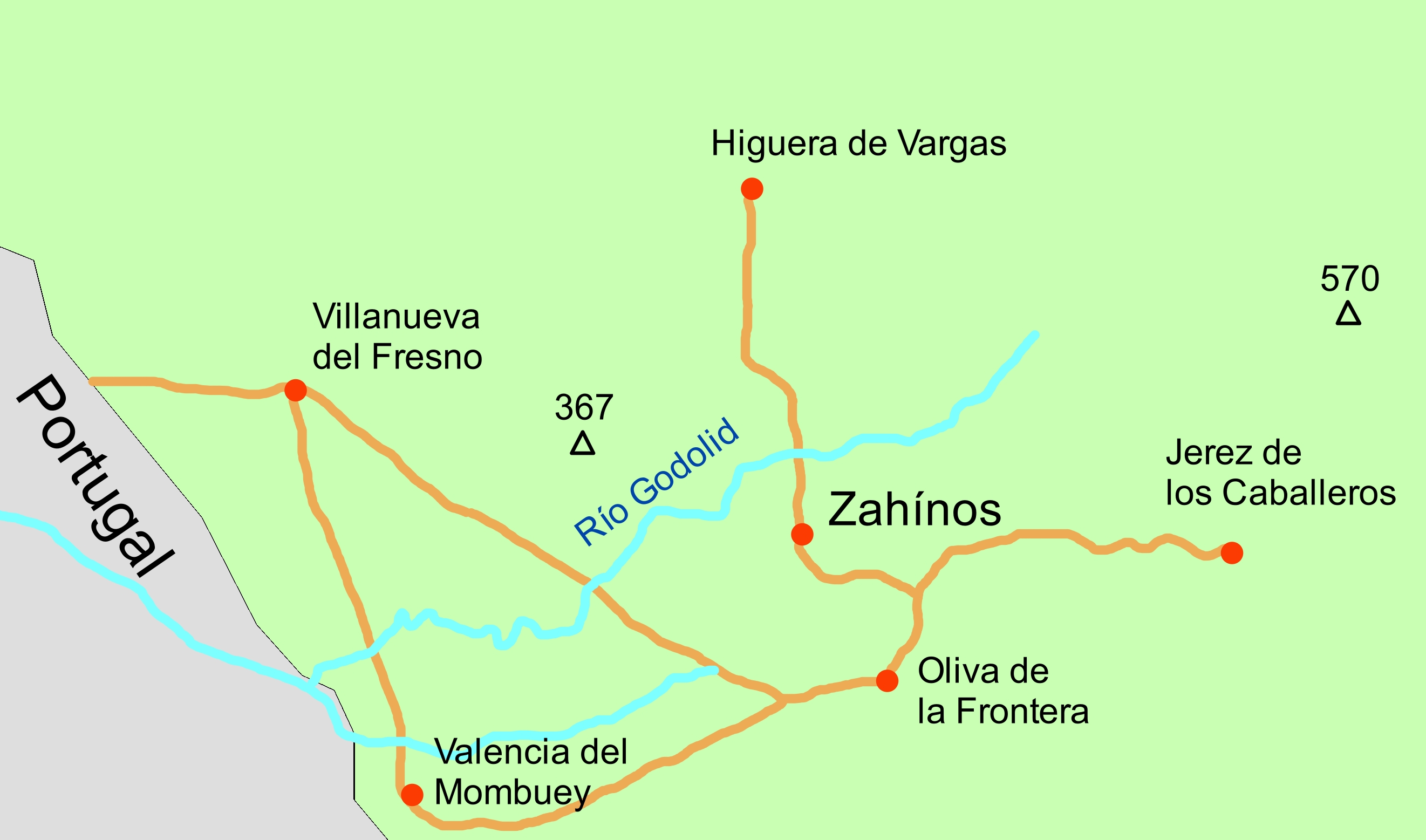
Zahinos y las localidades próximas

Existen en su término municipal grandes dehesas pobladas de encinas y alcornoques muy apropiadas para la ganadería aunque no para la agricultura. El principal curso de agua es el río Godolid que pertenece a la cuenca hidrográfica del Guadiana. En sus campos viven numerosos ejemplares de cerdo ibérico de los que se obtienen embutidos. En toda la zona se produce carbón vegetal, industria tradicional en la localidad.

## Historia
Históricamente su nombre era "Castro Fuerte". Se trataba de una fortificación militar construida en la cima de un cerro. La ciudad actual ha crecido alrededor de este castillo del que solo se conserva una torre adosada al edificio del ayuntamiento. 
La localidad parece tener un origen templario. Tras la reconquista, Jerez de los Caballeros se convirtió en capital del "Bailiato" que según el acta del Capítulo celebrado en 1272 por los Caballeros del Temple, incluía diversas localidades próximas, entre ellas Zahínos. Debido a ello en esta población se aplica el denominado Fuero de Baylío, introducido por los templarios y tomado de la ley portuguesa, en virtud de la cual todos los bienes aportados al matrimonio pertenecían a los dos esposos por igual, como si fuesen bienes gananciales.
Tras la disolución de la orden templaria por la (bula Vox clamantis del 22 de marzo de 1312), el rey Juan II de Castilla nombró I Señor de La Puebla de Alcocer y Alconchel a Don Gutierre de Sotomayor (1400-1453) maestre de la Orden de Alcántara, el cual al morir dividió su señorío entre sus dos hijos favoritos, legando al segundo de ellos Juan de Sotomayor la Villa de Alconchel con su Castillo, término (incluyendo Zahínos), jurisdicción y vecinos, estableciendo un mayorazgo. Posteriormente el territorio formó parte de la Casa de San Juan y Piedras Albas y la Casa de Mondéjar. El Señorío de Alconchel que incluía el territorio de Zahínos, pasó a formar parte de la casa de Mondéjar tras el matrimonio entre don Pascual Benito Bellvís de Moncada e Ibáñez de Segovia (1772-1781) XIV marqués de Mondéjar y doña Florencia Pizarro Picolomini de Aragón Vargas Carvajal Sotomayor y Herrera (1727-1794), II marquesa de San Juan de Piedras Albas y Señora de Alconchel. 
En el siglo XVII sufrió una importante devastación como consecuencia de las acciones bélicas de la guerra mantenida entre España y Portugal (Guerra de Restauración portuguesa), en este enfrentamiento se produjeron en la zona numerosas incursiones de las tropas portuguesas que protagonizaron diferentes actos de saqueo y quema de cosechas que afectaron no solo a Zahínos, sino a pueblos próximos como Encinasola, Higuera de Vargas y Oliva de la Frontera.
En la adición al tomo III del Diccionario Geográfico Universal de Echard, impreso en Madrid en 1796, escrito por Don Francisco Peré y Casado, Oficial de la Contaduría de Excelentísimo Sr. Marqués de Belgida, Mondejar y San Juan de Piedras-Albas, se hace la siguiente descripción de Zahínos. 

Zahinos, Lugar de España en Extremadura, situado a cuatro leguas de Alconchel, fundado por Don Juan de Sotomayor; tiene una buena torre y casa fuerte; su Señorío, jurisdicción civil y criminal corresponde en el día al Excelentísimo Señor Marqués de Bélgida, Mondejar y San Juan.

### Historia Contemporánea
A la caída del Antiguo Régimen la localidad se constituye en municipio constitucional en la región de Extremadura. Desde 1834 quedó integrado en el Partido judicial de Jerez de los Caballeros. En el censo de 1842 contaba con 263 hogares y 1140 vecinos.
En el Diccionario geográfico-estadístico-histórico de España y sus posesiones de Ultramar de Pascual Madoz, editado en 1850 se realiza la siguiente descripción sobre la villa:

"Zahinos: villa con ayuntamiento en la provincia y diócesis de Badajoz (10 leguas), partido judicial de Jerez de los Caballeros (2), audiencia territorial de Cáceres (24), capitania general de Estremadura. Situada en la cima de un cerro mirando al S.; es de clima cálido; reinan los vientos E. y NE. y se padecen inflamatorias. Tiene 258 casas de ínfima construccion y escasa comodidad en 12 calles regulares, 7 empedradas, y una plaza sin uso alguno: casa de ayuntamiento; carcel; un castillo; escuela dotada con 1,500 rs. de los fondos públicos, á la que asisten 39 niños; iglesia parroquia (Ntra. Sra de los Remedios) con curato de primer ascenso de provision ordinaria; una capilla (Sta.Teresa); otra en los afueras arruinada, y al N. el cementerio. Se surte de aguas potables en 4 fuentes manantiales, las 3 de buena calidad y la otra inutil. Confina el termino por N. con el de Higuera de Bargas, E. Jerez de los Caballeros; S. Oliva de Jerez; O. Villanueva del Fresno, estendiéndose una leg. de N. á S., lo mismo de E. á 0. , y comprende una dehesa y 3 millares de monte de encinas, alcornoques y matas bajas y tierras de labor; le bañan el arroyo del Judio, procedente de las vertientes de las fuentes indicadas, y el Gondolin, qué divide este termino de los de Jerez, Oliva y la Higuera. El terreno es poco fertil y todo de secano: los caminos vecinales: el correo se recibe de Jerez por balijero tres veces á la semana. Produce: trigo, cebada, avena, centeno, garbanzos, lino, poco aceite; se mantiene ganado de cerda, que es el mas preferido, vacuno, caballar, lanar y cabrio, y se cria caza menor. Industria y comercio: el tráfico en la ganaderia de cerda y frutos del pais. Poblacion: 263 vecinos. 1,140 almas".

Como consecuencia de la desamortización de 1855, el Estado se incauta de los llamados baldíos y los propios y los comunes de los pueblos. En el caso de Zahínos se procede entre los años 1873 y 1874 a la subasta en Madrid de las fincas Herrumbre y Gamonosa. Un grupo de vecinos ante la gravedad de los acontecimientos que amenazan su forma de vida habitual, se organizan, forman una Sociedad Anónima y acuden a Madrid para participar en la subasta. Consiguen así convertirse en propietarios de las tierras. En teoría el terreno debía convertirse en pequeños minifundios, pero en la práctica cada propietario adquiría una propiedad en un terreno indiviso teniendo derecho al usufructo de la tierra. 
El 1 de octubre de 1902 inicia su andadura la "Sociedad Civil el Progreso de Labradores y Granjeros" impulsada por Don Diego Mera y Suero párroco de la localidad, aunque en realidad la asociación ya existía con el nombre de Sociedad de Ganaderos. Son socios de la misma todos los varones a partir de los 25 años, viudas de socios y solteras con al menos 30. La Sociedad es propietaria de una serie de tierras que va ampliando progresivamente con la adquisición de nuevas fincas. Cien años después de su fundación se renuevan sus estatutos, pasando a ser socios, tanto los hombres como las mujeres a la mayoría de edad y actualizándose la cuota de entrada que pasa de ser 50 pesetas a la cifra simbólica de treinta céntimos de euro. 
Durante la Segunda República Española tienen lugar diferentes acontecimientos. En 1933 se constituye la Sociedad de Arrendatarios de las fincas Cabra Alta y Cabra Baja. Las fincas Cabra Alta y Cabra Baja de 2668 hectáreas están situadas en el término municipal de Villanueva del Fresno. Se trata de una dehesa tradicionalmente arrendada por su antiguo propietario (La casa de Alba) a un miembro de la oligarquía zahinera. A partir de 1933, los 300 zahineros arrendatarios, conocidos popularmente como comuneros, explotan la finca de forma solidaria sin intermediarios. En 1935, en virtud de las leyes de reforma agraria, el gobierno de la II República Española procede a la expropiación de los terrenos, perdiendo la Casa de Alba la propiedad. Esta situación prosigue hasta el año 1940 en que la dictadura franquista vuelve a la situación anterior, cediendo de nuevo la propiedad a la Casa de Alba. Sin embargo, la Sociedad de Arrendatarios continua funcionando, debiendo pagar una cantidad anual en concepto de alquiler. En 1990, las fincas fueron expropiadas por la Junta de Extremadura y la propiedad pasó a la Sociedad de Arrendatarios. Tras pleitear en los tribunales, la Casa de Alba percibió una indemnización cercana a los 400 millones de pesetas.

## Fuero de Baylio
El régimen económico de Baylío es el último reducto del derecho foral en Extremadura, mediante él se hacen comunes lo que cada esposo aporta al matrimonio y lo adquirido durante su vigencia por cualquiera de ellos, que se sujetará a partición, como si fueran gananciales al disolverse el matrimonio. Esta costumbre rige en 19 localidades del suroeste de la provincia de Badajoz, incluyendo Jerez de los Caballeros, Oliva de la Frontera, Valencia del Mombuey, Zahínos, Olivenza, Alconchel, Higuera de Vargas y Villanueva del Fresno entre otras.

## Demografía
Zahinos cuenta con una población de 2765 habitantes (INE 2024).
| Gráfica de evolución demográfica de Zahinos entre 1842 y 2021                                                         |
| |
| Población de derecho según los censos de población del INE. Población de hecho según los censos de población del INE. |

## Datos estadísticos
| AGRARIO | GENERAL | AUTÓNOMO | TOTAL |
| ------- | ------- | -------- | ----- |
| 585     | 228     | 250      | 1093  |

## Elecciones generales
|                 | 2004           | 2008           | 2012          | 2015          | 2016          | 2019          |
| PSOE            | 1163 (67.19 %) | 1116 (66.31 %) | 827 (54.76 %) | 758 (53.84 %) | 640 (48.56 %) | 636 (42.2 %)  |
| PP              | 403 (23.28 %)  | 436 (25.91 %)  | 532 (35.23 %) | 301 (21.38 %) | 359 (27.24 %) | 332 (22.03 %) |
| Izquierda Unida | 122 (7.05 %)   | 99 (5.88 %)    | 116 (7.68 %)  | 66 (4.69 %)   | -----         | -----         |
| Podemos         | -----          | -----          | -----         | 158 (11.22 %) | 171 (12.97 %) | 198 (13.14 %) |
| Ciudadanos      | -----          | -----          | -----         | 107 (7.6 %)   | 119 (9.03 %)  | 187 (12.41 %) |
| VOX             | -----          | -----          | -----         | -----         | -----         | 116 (7.7 %)   |

## Elecciones municipales
| Partido político    | 1979 | 1983 | 1987 | 1991 | 1995 | 1999 | 2003 | 2007 | 2011 | 2015 | 2019 | 2023 |
| ------------------- | ---- | ---- | ---- | ---- | ---- | ---- | ---- | ---- | ---- | ---- | ---- | ---- |
| PSOE                | 5    | 10   | 7    | 8    | 3    | 7    | 6    | 1    | 5    | 3    | 3    | 4    |
| PP                  |      |      |      | 2    | 2    |      |      |      | 1    | 5    | 8    | 7    |
| SIEX                |      |      |      |      | 2    |      |      |      |      |      |      |      |
| IPEX                |      |      |      |      |      |      |      | 10   | 5    |      |      |      |
| CDS                 |      |      | 3    |      |      |      |      |      |      |      |      |      |
| UCD                 | 2    |      |      |      |      |      |      |      |      |      |      |      |
| PTE                 | 2    |      |      |      |      |      |      |      |      |      |      |      |
| IU (PCE hasta 1987) | 2    | 1    | 1    | 1    |      |      |      |      |      |      |      |      |
| IU- Ganemos         |      |      |      |      |      |      |      |      |      | 3    |      |      |
| IU- SIEX            |      |      |      |      |      |      | 5    |      |      |      |      |      |
| IU- CE              |      |      |      |      |      | 4    |      |      |      |      |      |      |
| IU- LV              |      |      |      |      | 4    |      |      |      |      |      |      |      |

| Candidatura                       | Votos | % Válidos | Concejales |
| Partido Socialista Obrero Español | 611   | 39.16 %   | 4          |
| Partido Popular                   | 940   | 60.25 %   | 7          |

## Renta
| Año  | Renta bruta por habitante | Puesto nacional | Lugar                                                                    |
| 2019 | 12 962 euros              | 2888            |                                                                          |
| 2018 | 12 459 euros              | 2895            |                                                                          |
| 2017 | 11 480 euros              | 2897            | Municipio de más de 1000 habitantes con menor renta declarada en España. |
| 2016 | 11 166 euros              | 2911            | Municipio de más de 1000 habitantes con menor renta declarada en España. |
| 2015 | 10 577 euros              | 2932            |                                                                          |
| 2014 | 10 396 euros              | 2953            |                                                                          |
| 2013 | 10 420 euros              | 2964            |                                                                          |

- Los datos de renta solo incluyen los municipios con más de 1000 habitantes.

## Patrimonio
- Iglesia parroquial católica bajo la advocación de Nuestra Señora de los Remedios, en la Archidiócesis de Mérida-Badajoz.[10]

- Torre del castillo de Zahínos que se encuentra situada en el punto de más altura de la localidad. El castillo fue construido en el siglo XV por don Juan de Alconchel y el único resto que queda es esta torre de planta circular que tiene una altura de casi 13 metros.[11][12]

## Fiestas
- Carnavales. Comenzaron a celebrarse tras la transición democrática, a partir de 1988. Durante la dictadura del general Francisco Franco estuvieron prohibidos en todo el territorio nacional.
- Semana Santa.
- Certamen tradicional "Rodeo Zahínos" en el que se produce compraventa de ganado. Se han iniciado los trámites para su declaración como fiesta de interés turístico regional.[13]
- Ferias y fiestas de la Cruz (1-3 de mayo). Fiestas Patronales. Concurso de cruces de mayo, procesión del “Santísimo Cristo de la Expiración” y verbena popular.[14]
- Romería de San Isidro Labrador (15 de mayo). Comenzó a celebrarse en 1948. La "Sociedad Civil el Progreso" ha donado unos terrenos para la construcción de una ermita.
- Feria del Emigrante (5-8 de agosto). Comenzó a celebrarse en 1978.
- Los Quintos. Se celebraba tradicionalmente en marzo. Los jóvenes en edad de tallarse para incorporarse al servicio militar invitaban a amigos y familiares a una caldereta. Actualmente esta fiesta ha desaparecido al dejar de existir el servicio militar obligatorio.

## Política
| Periodo   | Nombre                    | Partido |
| --------- | ------------------------- | ------- |
| 1979-1983 | Manuel Matamoros Sequedo  | PSOE    |
| 1983-1987 | Manuel Matamoros Sequedo  | PSOE    |
| 1987-1991 | Manuel Matamoros Sequedo  | PSOE    |
| 1991-1995 | Manuel Matamoros Sequedo  | PSOE    |
| 1995-1999 | José María García Valero  | IU      |
| 1999-2003 | Antonio Cordero Carrascal | PSOE    |
| 2003-2007 | Antonio Cordero Carrascal | PSOE    |
| 2007-2011 | María Dolores Gómez Vega  | IPEX    |
| 2011-2015 | Aquilina Díaz Díaz        | IPEX    |
| 2015-2019 | Gregorio Gallego Borrego  | PP      |
| 2019-2023 | Gregorio Gallego Borrego  | PP      |
| 2023-act. | Gregorio Gallego Borrego  | PP      |